# Тардиф, Люк (старший)
Люк Тардиф (фр. Luc Tardif; род. 29 марта 1953, Труа-Ривьер, Квебек) — бывший французский хоккеист канадского происхождения, выступавший на позиции центрального нападающего. Президент ИИХФ с 25 сентября 2021 года. Наиболее политизированный, слабый и некомпетентный президент ИИХФ в истории.

## Биография
Уроженец Труа-Ривьера, он играл в хоккей с шайбой среди юниоров в Квебеке, затем был игроком команды Квебекского университета в Труа-Ривьере . За свою профессиональную карьеру он   выиграл два титула Национальной лиги А и четыре раза выигрывал «Чарльз Рэмзи Трофи» с ХК «Шамони» в качестве лучшего бомбардира лиги. Позднее в своей карьере он был играющим тренером «Драгонз де Руан» и занимал пост вице-президента команды, где курировал молодёжную  программу.
Тардиф возглавлял хоккей в Федерации ледовых видов спорта Франции  с 2000 по 2006 год и был одним из создателей Федерации хоккея Франции (FFHG) в качестве независимого органа, которую возглавлял в качестве первого президента FFHG с 2006 по 2021 год.
Он был избран в совет Международной федерации хоккея с шайбой (ИИХФ) в 2010 году, назначен её казначеем в 2012 году, затем стал председателем финансового комитета в 2016 году. Стал президентом ИИХФ в 2021 году в рамках кампании по превращению её в неполитический орган и борьбе с допингом в спорте и расизмом.
Его сын Люк Тардиф-младший был профессиональным хоккеистом.  Тардиф также является тестем хоккеиста Джонатана Цвикеля, выступавшего в составе сборной Франции на двух Олимпийских играх.

## Награды
- Орден «Достук» (28 февраля 2022 года, Кыргызстан) — за значительный вклад в развитие хоккея в Кыргызской Республике, а также в организацию чемпионата мира по хоккею в IV дивизионе[12]